# موسيقى الشوارع

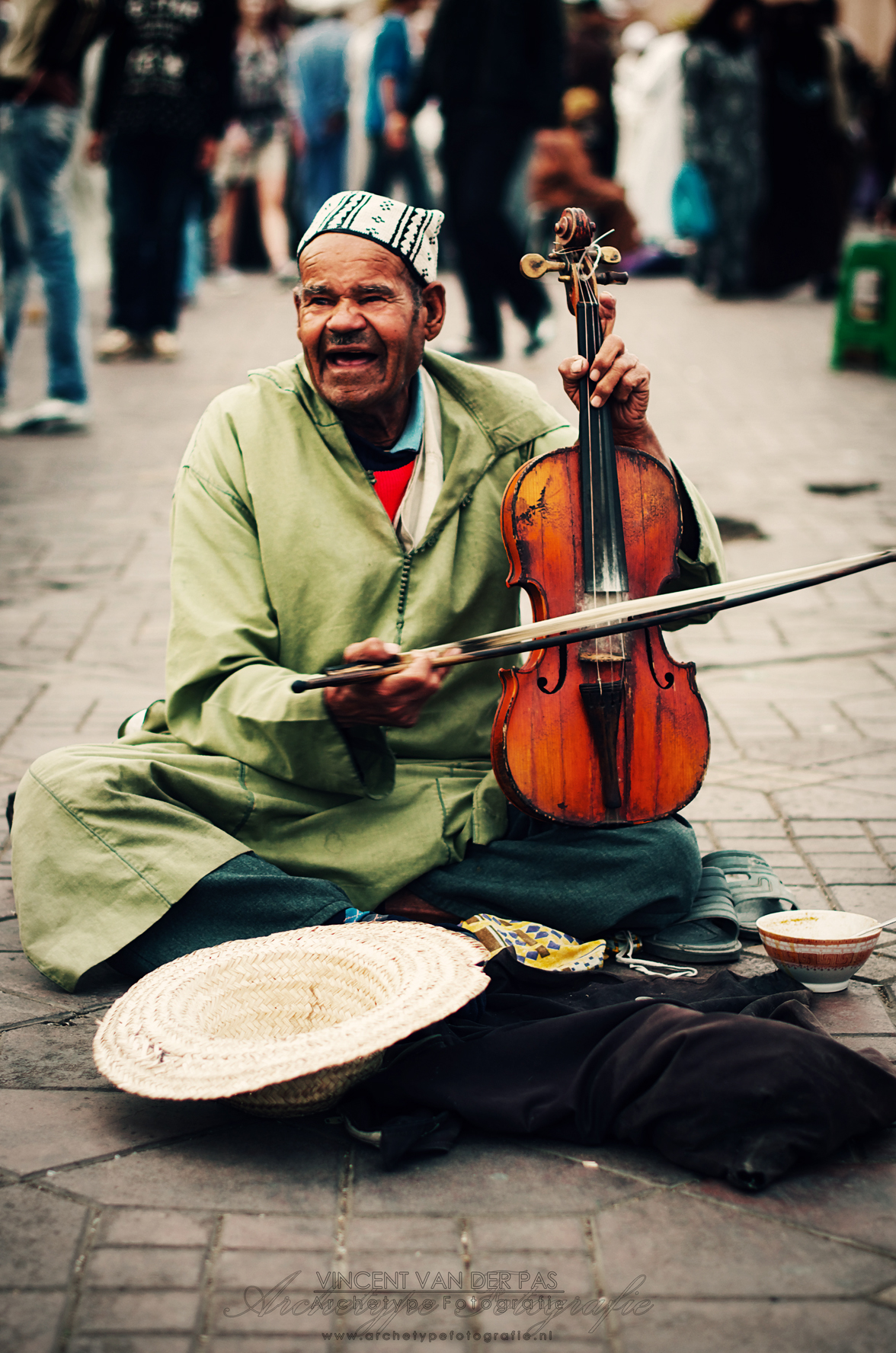
عازف على آلة الكمان بإحدى طرقات مراكش.

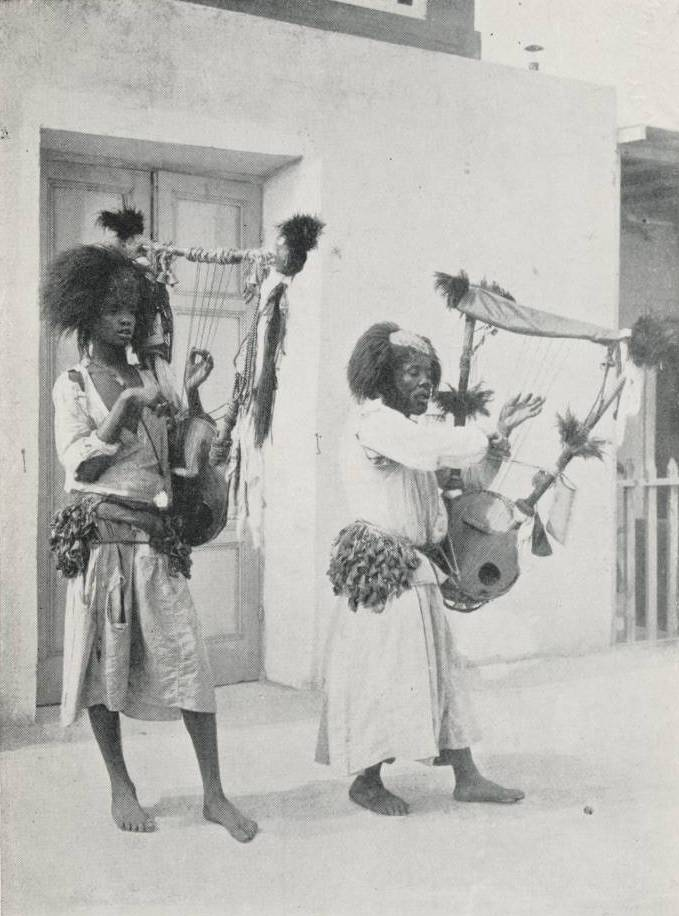
عازفات في السودان 1906م

موسيقى الشوارع أو موسيقى الشارع هي الموسيقى بكافة أنواعها عندما يقوم بعزفها أحدهم في الطرقات العامة. وفي العادة يكون ذلك مقابل ما يطرحه له المارة من الأموال.